# Вола (Напуљ)
Вола (итал. Volla) је насеље у Италији у округу Напуљ, региону Кампанија.
Према процени из 2011. у насељу је живело 22911 становника. Насеље се налази на надморској висини од 26 м.

## Становништво
| 1931. | 1936. | 1951. | 1961. | 1971. | 1981.  | 1991.  | 2001.  | 2011.  |
| ----- | ----- | ----- | ----- | ----- | ------ | ------ | ------ | ------ |
| 2.766 | 3.324 | 4.022 | 5.255 | 6.868 | 11.234 | 19.250 | 21.574 | 22.989 |